# Borderline-persoonlijkheidsstoornis
De borderline-persoonlijkheidsstoornis, ook bekend als emotieregulatiepersoonlijkheidsstoornis, is een van de in de DSM genoemde persoonlijkheidsstoornissen. De stoornis is gekenmerkt door abnormaal gedrag dat zich uit in instabiele relaties, een instabiel zelfbeeld en hevige stemmingswisselingen. Er kan sprake zijn van een sterke angst om verlaten te worden, een gevoel van leegte,  impulsief gedrag en van zelfverminking. Deze persoonlijkheidsstoornis kan beginnen in de adolescentie of vroege volwassenheid en uit zich in meerdere levensdomeinen; soms verbetert ze met het ouder worden. Te onderscheiden comorbide stoornissen zijn angststoornissen zoals gegeneraliseerde angststoornis en sociale fobie, stemmingsstoornissen zoals klinische depressie en dysthymie, eetstoornissen en middelenmisbruik.
De naam borderline letterlijk vertaald is 'grenslijn'. Eerder werd verondersteld dat de stoornis zich in het gebied tussen neurose en psychose bevond. Deze visie is gewijzigd, en de naam is blijven bestaan.
Binnen de psychiatrie gaan stemmen op om de naam te wijzigen, bijvoorbeeld in emotieregulatiestoornis (ERS) of een vergelijkbare naam omdat de term borderline niet duidelijk is.

## Kenmerken
Geen twee borderline-patiënten zijn hetzelfde. Er zijn gradaties, van zeer leefbaar tot zeer heftig. Net als bij personen zonder persoonlijkheidsstoornis vindt men ook hier  extraverte en introverte mensen. Men kan natuurlijk nooit inschatten welke kenmerken bij wie van toepassing zijn, maar hier zijn er toch enkele die meer of minder in het oog kunnen springen:
- Een laag gevoel van eigenwaarde.
- Neiging tot zelfbeschadigend gedrag (automutilatie, bijvoorbeeld zichzelf bewust snijden of branden), soms ook in combinatie met manipulatie.
- Onzekerheid verdoezelen door provocerend gedrag.
- Neiging tot extreme (voor)oordelen. Bijvoorbeeld: in relaties met vrienden en/of partner is het vaak alles of niets – vaak eerst alles, en daarna plotseling niets.
- Dissociatie: mensen met borderline kunnen af en toe weg zijn, voor een bepaalde tijd niet meer in de realiteit. Het lijkt dan alsof zij zichzelf in een film zien acteren. Dissociatie is een vluchtmechanisme om de emoties onder controle te houden. Het treedt meestal op als de stress te veel wordt.
- Separatieangst, de angst om verlaten te worden.
- Gevoelens van eenzaamheid, ook in een groep.
- Zelfdestructief gedrag en impulsiviteit, bijvoorbeeld wisselende seksuele contacten, middelenmisbruik of winkeldiefstal.
- Identiteitsproblemen: geen 'ik', geen 'zelf' ontwikkelen.
- Borderline-persoonlijkheidsstoornis kan samengaan met kortdurende psychoses (enige uren tot een aantal dagen).

### DSM-IV
De DSM-IV (301.83) definieerde de borderline-persoonlijkheidsstoornis als een aanhoudend patroon van instabiele interpersoonlijke relaties, een instabiel zelfbeeld, instabiele emoties en een sterke impulsiviteit. De stoornis uit zich in de vroege volwassenheid in verschillende situaties.

### ICD-10
In de ICD-10 (F60.3) wordt de emotioneel instabiele persoonlijkheidsstoornis vermeld die in twee typen is ingedeeld:
- Impulsief type (F60.30) - emotionele instabiliteit, slechte impulsbeheersing, emotionele uitbarstingen.
- Borderlinetype (F60.31) - emotionele instabiliteit, negatief zelfbeeld, gevoelens van leegte, instabiele relaties, verlatingsangst, zelfdestructief gedrag.

## Verloop
Bij borderline-patiënten lijkt er vaker sprake te zijn van remissie (niet meer voldoen aan bepaalde kenmerken) dan van daadwerkelijk herstel. Na het dertigste jaar treedt meestal wel een opmerkelijke stabilisering op. Het functioneren blijkt te verbeteren met het stijgen van de leeftijd na het ontstaan van de borderline-persoonlijkheidsstoornis of kenmerken.
Het is daarbij echter onduidelijk of borderline-kenmerken zich al in de kindertijd kunnen manifesteren, maar het ontstaan op jonge leeftijd is een voorspeller van een snelle remissie of herstel op oudere of volwassen leeftijd of binnen 10 jaar. Zo blijkt 88% van de borderline-patiënten 10 jaar na het ontstaan van de kenmerken hersteld. Andere positieve voorspellers van snel herstel of remissie:
- De afwezigheid van seksueel misbruik.
- Geen familiegeschiedenis van middelenmisbruik.
- Een goede loopbaan.
- Het niet voldoen aan een cluster C persoonlijkheidsstoornis.
- Laag scoren op neurotisch gedrag.
- Hoog scoren op sociaal aangenaam gedrag.

## Ontstaan
Omdat borderline pas sinds de jaren negentig in de DSM is opgenomen, wordt de stoornis soms als modeziekte beschouwd en wordt er vaak denigrerend over gesproken. Aan de andere kant is het begrijpelijk dat door de kenmerken en uitingsvormen van deze stoornis, hierover niet altijd even positief wordt gesproken. Ook omstanders hebben soms te maken met het beschadigend gedrag.

### Omgevingsfactoren
De borderline-persoonlijkheidsstoornis manifesteert zich meestal tijdens de adolescentie (jongvolwassenheid). Voor de oorzaken bestaat geen hard bewijs, maar er zijn wel aanwijzingen dat zowel genetische factoren als omgevingsfactoren een rol kunnen spelen. Volgens de DSM is de kans op de stoornis vijf keer zo groot indien de aandoening ook bij naaste familieleden voorkomt. Algemeen wordt aangenomen dat deze factoren, in combinatie met de sociale omgeving bepalend zijn voor het ontstaan en verloop. Het is niet bewezen dat traumatische gebeurtenissen in de jeugd verantwoordelijk zijn, maar een hoog percentage BPS-lijders meldt wel degelijk seksueel misbruik of emotionele verwaarlozing in de jeugd (een onderzoek van Mary Zanarini geeft 40-71 procent). Door deze verwaarlozingen zijn er hechtingsstoornissen ontstaan. Opvallend is dat de diagnose borderline bij vier tot vijf keer zoveel vrouwen als mannen wordt gesteld, terwijl daarentegen de anti-sociale persoonlijkheidsstoornis juist meer bij mannen wordt geconstateerd. Dit komt wellicht doordat vrouwen de emoties (waaronder agressie) meer naar binnen richten waardoor die minder zichtbaar zijn, terwijl mannen zich meer op de buitenwereld afreageren.

### Neurologische verschillen
Op groepsniveau zijn er door middel van fMRI structurele en functionele verschillen gevonden tussen mensen met en mensen zonder borderline-persoonlijkheidsstoornis. In een meta-analyse uit 2016 van 19 studies met in totaal 281 deelnemers vonden de onderzoekers bewijs voor hyperreactiviteit van de linker-amygdala en een afgenomen activiteit in de dorsolaterale prefrontale cortex (dlPFC). Tevens vond men bewijs voor een overlap tussen structurele en functionele verschillen, bijvoorbeeld een kleinere amygdala die hyperreactief is bij mensen met borderline-persoonlijkheidsstoornis. Een belangrijke slag om de arm hier is dat de functionele en structurele bevindingen afkomstig zijn van onafhankelijke datasets. Deze bevindingen zijn in lijn met de emotieregulatie hypothese. Hierbij moet opgemerkt worden dat het gaat om correlationele bevindingen op groepsniveau. Dit betekent dat 1) er geen uitspraken gedaan kunnen worden over oorzaak-gevolgrelaties (bijvoorbeeld "borderline wordt veroorzaakt door hyperreactiviteit van de amygdala") en 2) fMRI is geen diagnostisch instrument voor een individu. Toekomstig onderzoek, bijvoorbeeld longitudinale studies en fMRI studies waarin structurele en functionele verschillen in het brein gelijktijdig bestudeerd worden, zal verder licht moeten doen schijnen op de precieze rol van het brein in deze stoornis.

## De omgeving
De omgang met mensen met deze persoonlijkheidsstoornis kan moeilijk zijn: een soms verstikkende aanhankelijkheid wordt vaak abrupt afgewisseld met perioden van absolute afwijzing. In het verleden werd de problematiek die naasten ervoeren door behandelaars vaak genegeerd. De behandeling van de patiënt is gebaat bij betrokkenheid en inbreng van mensen uit de directe omgeving. Voorlichting in de vorm van psycho-educatie aan hen is belangrijk. Bedrog en manipulatie komen regelmatig voor. Als dit door de omgeving in stand wordt gehouden biedt dat de patiënt minder kansen om te veranderen. Deze is gebaat bij een omgeving die in staat is duidelijke grenzen te stellen. Belangrijk is dat niet de persoon wordt afgewezen maar dat bepaalde gedragingen niet worden geaccepteerd. Daarnaast heeft een persoon met een borderline-stoornis veel behoefte aan begrip en toewijding.

## Behandeling
Aan een enkel gesprek hebben deze mensen als behandeling niets. Langdurige therapie en begeleiding wordt dan ook aanbevolen. Soms is het leven voor mensen met deze stoornis draaglijker met medicijnen, meer kan worden verwacht van een gestructureerde omgeving waarin iedereen goed weet waar hij of zij aan toe is. Met psychotherapie zijn soms goede resultaten te bereiken.
Een vaardigheidstraining voor personen met een borderlinestoornis is dialectische gedragstherapie (DGT), op basis van uitgangspunten ontwikkeld door de Amerikaanse therapeute Marsha Linehan. DGT is voornamelijk gericht op het aanleren van vaardigheden die het mogelijk maken beter om te gaan met de klachten. Het kan de zelfdestructieve gedragssymptomen verminderen maar heeft geen diepere persoonlijkheidsverandering als doel.
Schema-therapie is ontwikkeld door de New Yorkse psycholoog Jeffrey Young. Hij startte de ontwikkeling ervan in de jaren 80. In een onderzoek van Giesen-Bloo en Arntz bleek dat na drie jaar lang tweemaal per week schema-therapie goede resultaten waren bereikt door 45% van de patiënten.
Bij slecht functioneren of bij ernstige gevallen zijn er bepaalde medicijnen die kunnen worden voorgeschreven. Deze veranderen de achterliggende persoonlijkheidsstoornis niet, maar kunnen helpen om met de symptomen te leren omgaan. Vaak wordt hierbij gewerkt met een stemmingsstabilisator en/of antipsychotica. Bij comorbide aandoeningen zoals een angststoornis of klinische depressie moet men deze eerst behandelen voordat er wordt overgegaan naar de behandeling van de borderlinesymptomen. Deze vereisen meestal een behandeling met een antidepressivum, meestal is dit een SSRI. Benzodiazepinen worden afgeraden bij een comorbide angststoornis vanwege de mogelijke afname in inhibitie.
Door verschillende auteurs wordt erop gewezen dat borderline-patiënten een gebrekkige mentalisatiefunctie bezitten. Hierdoor kunnen ze niet zien dat eigen en andermans gedrag voortkomt uit een innerlijk mentaal leven van wensen, intenties en gedachten. Dientengevolge hebben ze een gebrekkige zelf- en anderenrepresentatie. Deze inzichten leidden tot de Mentalization Based Treatment (MBT) van Peter Fonagy en Anthony Bateman. Er wordt in deze therapie uitgegaan van twee modi van omgang met de werkelijkheid die in een normaal ontwikkelingsproces geïntegreerd worden. In de equivalentiemodus worden gedachten en gevoelens gezien als een perfecte kopie van de werkelijkheid; wat gedacht en gevoeld wordt is echt en wat echt is wordt gedacht en gevoeld. In de alsof-modus staat wat gedacht en gevoeld wordt volledig los van de realiteit (zoals bv. het fantasiespel van het kind). Bij een rijpe mentalisatiefunctie zijn beide modi geïntegreerd. Dit is volgens deze theorie bij borderline-patiënten niet het geval, en werkt als afweermechanisme om confrontatie met pijnlijke gedachten en gevoelens te vermijden. Hierdoor verkeren ze ofwel in een equivalentiemodus waar wat gedacht wordt te reëel en dus te pijnlijk is. Ze kunnen zich hier niet tegen beschermen door te mentaliseren (d.i. verklaringen zoeken voor de pijnlijke ervaring in termen van mentale toestanden) waardoor ze via concreet impulsief gedrag deze fysieke sensatie trachten teniet te doen. Het alternatief is dan de alsof-modus: een volledig losstaan van de werkelijkheid, wat zich bij hen vaak vertaalt in dissociëren.

## Boeken en films
- Het boek Girl, Interrupted door Susanna Kaysen uit 1993 en de verfilming Girl, Interrupted door James Mangold uit 1999. In het boek beschreef Kaysen (in de film gespeeld door Winona Ryder) de periode waarin ze psychotherapie volgde in een psychiatrische kliniek wegens een borderline-persoonlijkheidsstoornis.
- Het boek Ik ook van jou door Ronald Giphart en de verfilming Ik ook van jou door Ruud van Hemert uit 2001. Een van de hoofdpersonen, Reza (in de film gespeeld door Angela Schijf) heeft een borderline-persoonlijkheidsstoornis.